# Уманська виправна колонія № 129
Уманська виправна колонія — виправна колонія управління Державного департаменту України з питань виконання покарань у Черкаській області № 129.
Контингент — жінки.

## Історія колонії
Початок функціонування колонії — жовтень 1965 р. Наказом МОГП УРСР було засновано слідчий ізолятор, а його територію було вирішено використати для створення Уманської виховно-трудової колонії для неповнолітніх.
На базі колишньої виховно-трудової колонії наказом МВС України від 20.02.1974 р. № 034 був заснований лікувально-трудовий профілакторій, який був поділений на дві території у м. Умані: одна по вул. Європейській, на якій були розташовані житлова зона та виробнича, та друга — по вул. Енергетичній, на якій була лише виробнича зона по виготовленню кабельної та швейної продукції.
Видом охорони ЛТП був спосіб оперативного чергування, планова чисельність 306 осіб. Основна галузь виробництва — металообробна. Територія установи була поділена на дві суміжні ділянки — житлову виробничу, які не були локалізовані між собою. Кімната чергового помічника начальника ЛТП була розташована в житловій зоні. Технічних засобів, за допомогою яких здійснюється нагляд за засудженими, в ЛТП не було. В наявності була кімната короткострокових побачень та 4 кімнати для довгострокових. Приміщення камерного типу та ізолятор були побудовані по індивідуальному проекту установи.
У зв'язку з постійним зростанням чисельності жінок, засуджених до позбавлення волі з відбуванням покарання у виправно-трудових колоніях загального режиму, відповідно до постанови Кабінету Міністрів України від 26.01.1994 р. № 31, наказом МВС України від 16.04.1998 р. № 261 ЛТП УМВС України в Черкаській області був перепрофільований на виправно-трудову колонію загального режиму УМВС в Черкаській області для тримання вперше засуджених до позбавлення волі жінок, та встановлено планове наповнення — 610 осіб.

## Сучасний стан
Територія установи була поділена на житлову та виробничу зони. В житловій зоні розміщені два гуртожитки, карантинне приміщення, їдальня для спецконтингенту, клуб, лазня-пральня, медична частина, штаб, кімнати короткострокових та довгострокових побачень, приміщення камерного типу зі штрафним ізолятором, адмінбудинок. У виробничій зоні розміщено швейне виробництво установи.
Наказом ДДУПВП від 29.11.1999 р. № 165 установа УМВС України в Черкаській області була перейменована на Уманську виправну колонію управління ДДУПВП в Черкаській області. Згідно з ст.18 КВК України Уманська ВК — колонія мінімального рівня безпеки із загальними умовами тримання (для тримання жінок, вперше засуджених до позбавлення волі на певний строк), планове наповнення — 400 осіб (у тому числі дільниця соціальної реабілітації з плановим наповненням 50 осіб). Галузь виробництва — швейна.
У різні роки установу очолювали:
О. Ф. Ринденко, С. В. Бурма, М. С. Кравченко, А. В. Орлов, В. О. Кузнєцов, Б. В. Ківнатний, Г. І. Гнатюк, В. Д. Янчук, А.О. Лапуцький
На даний час її очолює Кошевнюк Максим Олександрович.

## Адреса
20300 м. Умань Черкаської області, вул. Енергетична, 6